# Илюк, Максим Анатольевич
Макси́м Анато́льевич Илю́к (укр. Максим Анатолійович Ілюк; 10 ноября 1990, Красноильск, Черновицкая область) — украинский футболист, нападающий.

## Биография

### Клубная карьера
Первый тренер — В. Бужак. Илюк выступал за любительские команды Черновицкой области. В детско-юношеской футбольной лиге Украины выступал за черновицкую «Буковину» с 2006 года по 2007 год. Летом 2007 года попал в основную команду «Буковины», клуб выступал во Второй лиге Украины. В составе команды дебютировал 29 июля 2007 года в матче против «Нефтяника» из города Долина (1:0), Илюк начал матч в основе, но на 60 минуте был заменён. В сезоне 2007/08 Илюк забил 11 мячей и стал лучшим бомбардиром команды, наряду с Степаном Маковийчуком. В конце сезона он не мог играть из-за травмы. Всего за команду он выступал на протяжении полутора года и сыграл за «Буковину» 45 матчей в которых забил 18 мячей.
В декабре 2008 года подписал трёхлетний контракт с донецким «Шахтёром». Также им интересовались: донецкий «Металлург» и днепропетровский «Днепр», а также московские «Локомотив» и «Спартак». Илюк в «Шахтёре» выступал за дублирующий состав который выступал в молодёжном первенстве Украины. В сезоне 2008/09 «Шахтёр» впервые стал победителем молодёжного первенства. В следующем сезоне «Шахтёр» стал серебряным призёром первенства уступив лишь львовским «Карпатам». В сезоне 2010/11 «Шахтёр» вновь стал победителем молодёжного чемпионата. Илюк выступая за дубль «Шахтёра» на протяжении двух с половиной года провёл 40 матчей в которых забил 13 мячей.
Летом 2011 года перешёл на правах аренды в луганскую «Зарю». Максим Илюк выступал за клуб на протяжении сезона 2011/12. В Премьер-лиге Украины дебютировал 9 июля 2011 года в 1 туре чемпионата в выездном матче против симферопольской «Таврии» (3:1), Илюк вышел на 79 минуте вместо Бруно Ренана. Всего за «Зарю» Максим провел 9 матчей в Премьер-лиге Украины и 1 матч в Кубке Украины. А также выступал и за молодёжный состав «Зари» с которой стал серебряным призёром молодёжного первенства Украины.
В 2013 году вернулся в донецкий «Шахтёр», где был направлен в третью команду, на протяжении полутора года провел 22 матча в которых забил 5 мячей. Смог успешно виличиты старую травму и зимой 2015 года перешёл на правах аренды в мариупольский «Ильичёвец». Где Максим выступал на протяжении полгода. Летом продлил контракт ещё на один год. В летнее межсезонье 2016 года покинул состав «приазовцев». 1 марта 2017 года подписал контракт с родной «Буковиной», в которой выступал до окончания 2016/2017 сезона. После получения статуса свободного агента, длительное время поддерживал форму выступая за команду «Иванковцы» в чемпионате Черновицкой области, а затем начал выступать и за один из сильнейших любительских клубов чемпионата Черновицкой области: «Волока».

### Карьера в сборной
В 2009 году провёл 2 матча за юношескую сборную Украины до 19 лет против Латвии и России. Илюк был претендентом на попадание в состав на юношеский чемпионат Европы до 19 лет в Донецке и Мариуполе, но из-за травмы Юрий Калитвинцев не взял его на турнир.

## Достижения
- Победитель молодёжного первенства Украины (2): 2008/09, 2010/11
- Серебряный призёр молодёжного первенства Украины (2): 2009/10, 2011/12